# Bravo (brasilianische Automarke)
Bravo war eine brasilianische Automarke.

## Markengeschichte
Ein Unternehmen aus Rio de Janeiro übernahm in den 1980er Jahren die Produktion eines Modells von Tecnofibra. Der Markenname lautete Bravo. Im gleichen Jahrzehnt endete die Produktion.

## Fahrzeuge
Das einzige Modell war eine Mischung aus Sportwagen und VW-Buggy. Eine Quelle sieht eine gewisse Ähnlichkeit zur Chevrolet Corvette. Auffallend war das Targadach. Die Karosserie bestand aus Fiberglas.